# John Aspinall
Pour les articles homonymes, voir Aspinall.
John Victor Aspinall (né le 11 juin 1926 à Delhi et mort le 29 juin 2000) est un créateur et propriétaire de zoos, de nationalité anglaise.

## Biographie
En 1956, avec de l'argent, qu'il a dit-il, gagné au jeu, John Aspinall a acheté une maison de campagne et un domaine appelé Howletts près de Cantorbéry, dans le Kent. Il a vécu dans cette demeure de maître et a mis en place un zoo privé, le Howletts Wild Animal Park, sur les terres du domaine. Il a ouvert la collection animale au public en 1975.
En 1973, en raison de la nécessité d'avoir plus d'espace pour sa collection animale, John Aspinall a acheté un autre domaine à Port Lympne, près de Hythe, dans le Kent. Il a ouvert le domaine au public en 1976 sous le nom de Zoo de Port Lympne.
Les deux jardins zoologiques sont gérés par la Fondation John Aspinall depuis 1984.